# Halaphritis platycephala
El congolli de cabeza plana(Halaphritis platcephala) es una especie de pez perciforme perteneciente a la familia Bovichthyidae. Es originaria del mar del sureste de Australia. Es el único miembro conocido del género Halaphritis.

## Taxonomía
Fue descrito formalmente por primera vez en 2002 por Peter R. Last, Arkady Vladimirovich Balushkin y J. Barry Hutchins, y establecieron la localidad tipo en Port Davey, Tasmania. Es la única especie del género Halaphritis. El nombre del género es un compuesto de halos que significa «mar» y aphritis que es un nombre que se remonta hasta Aristóteles, quien lo utilizó para nombrar un tipo de anchoa o pejerrey, pero los autores lo usaron como una referencia a Pseudaphritis. Su nombre específico platycephala significa «cabeza plana» en alusión a la cabeza aplanada de esta especie.

## Descripción
Tiene un cuerpo aplanado, alargado y delgado. Su cabeza es bastante grande, con una longitud de alrededor del 31% de su longitud promedio, está aplanada y tiene un hocico ancho y redondeado. Sus ojos son grandes, están cerca uno del otrodorsalmente. Su boca es grande y tiene pequeños dientes en forma de cerdas dispuestos en bandas en cada mandíbula. Presenta una espina pequeña, débil y aplanada cerca del borde superior de cada opérculo. Su cabeza y cuerpo, así como las aletas caudal y pectorales están cubiertas de pequeñas escamas ctenoides. La línea lateral es recta y muy notoria.
La primera aleta dorsal tiene 9 espinas, es pequeña, con una base corta y su origen está justo delante de la base de las aletas pectorales; y la segunda aleta dorsal tiene una base que tiene de longitud aproximadamente tres veces la de la primera. La aleta anal presenta 23 radios blandos, tiene una base larga y es similar en forma y se encuentra opuesta a la segunda aleta dorsal, aunque está posicionada ligeramente hacia atrás. Las aletas pectorales son grandes y redondeadas. Las aletas pélvicas se encuentran detrás de la cabeza y tienen forma aproximada de flecha, siendo los radios de la aleta central los más largos.
La longitud total máxima registrada de este pez fue de 16.8 cm. Es de coloración oscura a pálida en la parte ventral, con alrededor de cinco bandas oscuras anchas a lo largo de la espalda y los flancos, mientras que las aletas tienen márgenes de colores pálidos.

## Biología

### Hábitat
Es endémico del sureste de Australia, donde se encuentra alrededor de Tasmania y frente al promontorio Wilsons en Victoria. Se encuentra en arrecifes poco profundos y semiexpuestos, donde se refugia debajo de cornisas y en lo profundo de cuevas durante el día. Es poco común observarlo en profundidades.

### Comportamiento
Está adaptado para arrastrarse por el sustrato en espacios reducidos. Son alimentados con camarones y otros pequeños crustáceos en cautiverio.